# Llista de topònims de Xerta
Llista de topònims (noms propis de lloc) del municipi de Xerta, al Baix Ebre
Informació actualitzada per un bot. Els canvis manuals es perdran quan s'actualitzi!

## casa
| imatge | Nom                                | Ubicat a | instància de | Detalls                                                                             | coordenades                                                                        | Protecció                   | Commons (més fotos)    | Dades a WD                    |
| ------ | ---------------------------------- | -------- | ------------ | ----------------------------------------------------------------------------------- | ---------------------------------------------------------------------------------- | --------------------------- | ---------------------- | ----------------------------- |
|        | Casa Ballestero                    | Xerta    | casa         | Estil: arquitectura modernista                                                      | 40° 54′ 28″ N, 0° 29′ 27″ E / 40.90776°N,0.49071°E ca:Carrer de Santa Quitèria, 50 | bé cultural d'interès local |                        | Modifica les dades a Wikidata |
|        | Casa Ceremines                     | Xerta    | casa         | Estil: modernisme català arquitectura modernista                                    | 40° 54′ 22″ N, 0° 29′ 29″ E / 40.9061°N,0.491312°E ca:Carrer Santa Teresa, 14      | bé cultural d'interès local | Casa Ceremines (Xerta) | Modifica les dades a Wikidata |
|        | Casa Navarro                       | Xerta    | casa         | Estil: arquitectura eclèctica                                                       | 40° 54′ 23″ N, 0° 29′ 28″ E / 40.9065°N,0.491166°E ca:Carrer Santa Anna, 7         | bé cultural d'interès local | Casa Navarro (Xerta)   | Modifica les dades a Wikidata |
|        | Casa Pau                           | Xerta    | casa         | Estil: arquitectura popular                                                         | 40° 54′ 23″ N, 0° 29′ 27″ E / 40.9065°N,0.490794°E ca:Plaça Major, 16              | bé cultural d'interès local |                        | Modifica les dades a Wikidata |
|        | Casa Sentís                        | Xerta    | casa         | Estil: arquitectura popular                                                         | 40° 54′ 24″ N, 0° 29′ 33″ E / 40.906616°N,0.492498°E ca:Carrer Major, 35/ 37/ 39   | bé cultural d'interès local |                        | Modifica les dades a Wikidata |
|        | Vil·la Retiro                      | Xerta    | casa         | Arquitecte: Josep Fontserè i Mestre Estil: modernisme català arquitectura eclèctica | 40° 54′ 44″ N, 0° 29′ 23″ E / 40.9121°N,0.489851°E                                 | bé cultural d'interès local | Vil·la Retiro (Xerta)  | Modifica les dades a Wikidata |
|        | casa Ravanals                      | Xerta    | casa         | Estil: arquitectura popular                                                         | 40° 54′ 23″ N, 0° 29′ 31″ E / 40.9065°N,0.492049°E ca:Carrer Major, 14             | bé cultural d'interès local | Casa Ravanals          | Modifica les dades a Wikidata |
|        | habitatge al carrer Major, 4       | Xerta    | casa         |                                                                                     | 40° 54′ 23″ N, 0° 29′ 30″ E / 40.90644°N,0.49154°E                                 | bé cultural d'interès local |                        | Modifica les dades a Wikidata |
|        | habitatge al carrer Major, 7       | Xerta    | casa         |                                                                                     | 40° 54′ 24″ N, 0° 29′ 29″ E / 40.90654°N,0.49152°E                                 | bé cultural d'interès local |                        | Modifica les dades a Wikidata |
|        | habitatge al carrer Sant Martí, 27 | Xerta    | casa         |                                                                                     | 40° 54′ 26″ N, 0° 29′ 24″ E / 40.90722°N,0.49001°E ca:Carrer Sant Martí, 27        | bé cultural d'interès local |                        | Modifica les dades a Wikidata |

## corral
| imatge | Nom                | Ubicat a | instància de   | Detalls | coordenades                                                          | Protecció | Commons (més fotos) | Dades a WD                    |
| ------ | ------------------ | -------- | -------------- | ------- | -------------------------------------------------------------------- | --------- | ------------------- | ----------------------------- |
|        | corral de Queralt  | Xerta    | corral edifici |         | 40° 53′ 21″ N, 0° 27′ 05″ E / 40.8892950485283°N,0.451360282804403°E |           |                     | Modifica les dades a Wikidata |
|        | corral de Ravanals | Xerta    | corral edifici |         | 40° 52′ 37″ N, 0° 26′ 55″ E / 40.8769478760455°N,0.448582743569154°E |           |                     | Modifica les dades a Wikidata |

## cova
| imatge | Nom                 | Ubicat a | instància de | Detalls | coordenades                                                          | Protecció | Commons (més fotos) | Dades a WD                    |
| ------ | ------------------- | -------- | ------------ | ------- | -------------------------------------------------------------------- | --------- | ------------------- | ----------------------------- |
|        | cova de Belet       | Xerta    | cova         |         | 40° 54′ 34″ N, 0° 28′ 19″ E / 40.9093230527969°N,0.47204444419987°E  |           |                     | Modifica les dades a Wikidata |
|        | coves d'en Castells | Xerta    | cova         |         | 40° 55′ 04″ N, 0° 26′ 49″ E / 40.9178040404639°N,0.446952063519267°E |           |                     | Modifica les dades a Wikidata |
|        | coves de Someres    | Xerta    | cova         |         | 40° 52′ 44″ N, 0° 26′ 23″ E / 40.8789248292385°N,0.439843886750093°E |           |                     | Modifica les dades a Wikidata |
|        | la Foradada         | Xerta    | cova         |         | 40° 55′ 20″ N, 0° 28′ 16″ E / 40.9221177447443°N,0.471022319336417°E |           |                     | Modifica les dades a Wikidata |

## curs d'aigua
| imatge | Nom                           | Ubicat a                       | instància de | Detalls       | coordenades                                        | Protecció | Commons (més fotos) | Dades a WD                    |
| ------ | ----------------------------- | ------------------------------ | ------------ | ------------- | -------------------------------------------------- | --------- | ------------------- | ----------------------------- |
|        | Barranc de la Conca (Aldover) | Alfara de Carles Xerta Aldover | curs d'aigua | Llarg: 15.5km | 40° 51′ 06″ N, 0° 21′ 47″ E / 40.8517°N,0.362981°E |           |                     | Modifica les dades a Wikidata |
|        | barranc de les Fonts          | Xerta Paüls                    | curs d'aigua | Llarg: 16km   | 40° 55′ 26″ N, 0° 27′ 47″ E / 40.9239°N,0.463098°E |           |                     | Modifica les dades a Wikidata |

## església
| imatge | Nom                                              | Ubicat a | instància de | Detalls                     | coordenades                                                              | Protecció                   | Commons (més fotos)              | Dades a WD                    |
| ------ | ------------------------------------------------ | -------- | ------------ | --------------------------- | ------------------------------------------------------------------------ | --------------------------- | -------------------------------- | ----------------------------- |
|        | capelles de Sant Zenó i la Mare de Déu del Pilar | Xerta    | església     | Estil: arquitectura popular | 40° 54′ 24″ N, 0° 29′ 35″ E / 40.906738°N,0.493031°E ca:C. Major 13 msnm | bé cultural d'interès local | Capella de Sant Zenó (Xerta)     | Modifica les dades a Wikidata |
|        | església de l'Assumpció de Xerta                 | Xerta    | església     | Estil: arquitectura gòtica  | 40° 54′ 23″ N, 0° 29′ 27″ E / 40.9063°N,0.490896°E ca:Plaça Major, 1     | bé cultural d'interès local | Església de l'Assumpció de Xerta | Modifica les dades a Wikidata |

## granja
| imatge | Nom                           | Ubicat a | instància de | Detalls | coordenades                                                          | Protecció | Commons (més fotos) | Dades a WD                    |
| ------ | ----------------------------- | -------- | ------------ | ------- | -------------------------------------------------------------------- | --------- | ------------------- | ----------------------------- |
|        | Granges de Cogull             | Xerta    | granja       |         | 40° 54′ 19″ N, 0° 28′ 59″ E / 40.905344818445°N,0.48305652813361°E   |           |                     | Modifica les dades a Wikidata |
|        | Granges de Segarra            | Xerta    | granja       |         | 40° 54′ 11″ N, 0° 28′ 55″ E / 40.9031510944969°N,0.481824198732704°E |           |                     | Modifica les dades a Wikidata |
|        | Granges del Corral de la Vila | Xerta    | granja       |         | 40° 54′ 42″ N, 0° 29′ 07″ E / 40.911633004906°N,0.485408391033195°E  |           |                     | Modifica les dades a Wikidata |
|        | Granja de Falcó               | Xerta    | granja       |         | 40° 53′ 27″ N, 0° 28′ 52″ E / 40.89089364786°N,0.48123078000571°E    |           |                     | Modifica les dades a Wikidata |
|        | Granja de Manyo               | Xerta    | granja       |         | 40° 56′ 04″ N, 0° 28′ 22″ E / 40.9344127483918°N,0.472679188715754°E |           |                     | Modifica les dades a Wikidata |
|        | Granja de Martín Torner       | Xerta    | granja       |         | 40° 56′ 09″ N, 0° 28′ 34″ E / 40.9357915534532°N,0.475999737280516°E |           |                     | Modifica les dades a Wikidata |
|        | Granja de Patrici             | Xerta    | granja       |         | 40° 54′ 29″ N, 0° 29′ 36″ E / 40.9079498755486°N,0.493300584654635°E |           |                     | Modifica les dades a Wikidata |
|        | Granja de Sabater             | Xerta    | granja       |         | 40° 54′ 48″ N, 0° 29′ 33″ E / 40.9132655915787°N,0.49254165173847°E  |           |                     | Modifica les dades a Wikidata |
|        | Granja de Sanxo               | Xerta    | granja       |         | 40° 54′ 20″ N, 0° 29′ 12″ E / 40.9055699131268°N,0.486587959768587°E |           |                     | Modifica les dades a Wikidata |
|        | Granja de l'Arram             | Xerta    | granja       |         | 40° 55′ 44″ N, 0° 28′ 53″ E / 40.928947538931°N,0.481414533585498°E  |           |                     | Modifica les dades a Wikidata |
|        | Granja de la Vinya            | Xerta    | granja       |         | 40° 54′ 17″ N, 0° 29′ 07″ E / 40.9047137376142°N,0.485326384678815°E |           |                     | Modifica les dades a Wikidata |
|        | Granja de les Vinyasses       | Xerta    | granja       |         | 40° 54′ 56″ N, 0° 29′ 14″ E / 40.9156815947286°N,0.48726153123887°E  |           |                     | Modifica les dades a Wikidata |
|        | Granja del Ferrer             | Xerta    | granja       |         | 40° 51′ 49″ N, 0° 25′ 44″ E / 40.8635316340877°N,0.428916976507024°E |           |                     | Modifica les dades a Wikidata |

## masia
| imatge | Nom                         | Ubicat a | instància de | Detalls | coordenades                                                          | Protecció | Commons (més fotos) | Dades a WD                    |
| ------ | --------------------------- | -------- | ------------ | ------- | -------------------------------------------------------------------- | --------- | ------------------- | ----------------------------- |
|        | Casa de l'Enclusa           | Xerta    | masia        |         | 40° 55′ 13″ N, 0° 29′ 35″ E / 40.920403733294°N,0.493162326906686°E  |           |                     | Modifica les dades a Wikidata |
|        | Casa de la Bomba            | Xerta    | masia        |         | 40° 54′ 52″ N, 0° 29′ 53″ E / 40.914340229107°N,0.498057772814336°E  |           |                     | Modifica les dades a Wikidata |
|        | Casa de les Illes           | Xerta    | masia        |         | 40° 54′ 40″ N, 0° 30′ 03″ E / 40.9110057408049°N,0.50087867846259°E  |           |                     | Modifica les dades a Wikidata |
|        | Caseta de Juanito Sansa     | Xerta    | masia        |         | 40° 52′ 00″ N, 0° 25′ 33″ E / 40.8665988569082°N,0.425903271185931°E |           |                     | Modifica les dades a Wikidata |
|        | Mas d'Adrian                | Xerta    | masia        |         | 40° 56′ 07″ N, 0° 27′ 57″ E / 40.9352647117837°N,0.465948005455896°E |           |                     | Modifica les dades a Wikidata |
|        | Mas de Baptista             | Xerta    | masia        |         | 40° 54′ 22″ N, 0° 29′ 55″ E / 40.9061489005688°N,0.498711003282544°E |           |                     | Modifica les dades a Wikidata |
|        | Mas de Cantando             | Xerta    | masia        |         | 40° 52′ 54″ N, 0° 26′ 26″ E / 40.8817391843943°N,0.440435554778428°E |           |                     | Modifica les dades a Wikidata |
|        | Mas de Conrado              | Xerta    | masia        |         | 40° 52′ 03″ N, 0° 25′ 35″ E / 40.8675120254866°N,0.426461133077912°E |           |                     | Modifica les dades a Wikidata |
|        | Mas de Falcó                | Xerta    | masia        |         | 40° 54′ 11″ N, 0° 27′ 45″ E / 40.90316880496°N,0.462508817741521°E   |           |                     | Modifica les dades a Wikidata |
|        | Mas de Patrici              | Xerta    | masia        |         | 40° 52′ 34″ N, 0° 26′ 19″ E / 40.8761152987726°N,0.438658753027601°E |           |                     | Modifica les dades a Wikidata |
|        | Mas de Peluc                | Xerta    | masia        |         | 40° 54′ 43″ N, 0° 29′ 41″ E / 40.911810105436°N,0.494781296461385°E  |           |                     | Modifica les dades a Wikidata |
|        | Mas de Puntarrons           | Xerta    | masia        |         | 40° 54′ 46″ N, 0° 29′ 48″ E / 40.9126592663824°N,0.496553933569545°E |           |                     | Modifica les dades a Wikidata |
|        | Mas de Vaquer               | Xerta    | masia        |         | 40° 51′ 53″ N, 0° 26′ 14″ E / 40.8646340881605°N,0.43716753668276°E  |           |                     | Modifica les dades a Wikidata |
|        | Mas de Ximo d'Aldover       | Xerta    | masia        |         | 40° 53′ 28″ N, 0° 27′ 37″ E / 40.8912319418795°N,0.460353984029637°E |           |                     | Modifica les dades a Wikidata |
|        | Mas de l'Antolino d'Aldover | Xerta    | masia        |         | 40° 53′ 09″ N, 0° 26′ 43″ E / 40.885856784917°N,0.445368275584828°E  |           |                     | Modifica les dades a Wikidata |
|        | Mas de l'Arram              | Xerta    | masia        |         | 40° 55′ 46″ N, 0° 28′ 52″ E / 40.929424441237°N,0.48098075065567°E   |           |                     | Modifica les dades a Wikidata |
|        | Mas de la Conxa             | Xerta    | masia        |         | 40° 53′ 27″ N, 0° 27′ 15″ E / 40.8907991763148°N,0.454210464789341°E |           |                     | Modifica les dades a Wikidata |
|        | Mas de les Collades de Baró | Xerta    | masia        |         | 40° 54′ 13″ N, 0° 27′ 32″ E / 40.9037126799761°N,0.458985940113461°E |           |                     | Modifica les dades a Wikidata |
|        | Mas de les Planes de Vences | Xerta    | masia        |         | 40° 53′ 55″ N, 0° 27′ 14″ E / 40.8986295209516°N,0.453945693045771°E |           |                     | Modifica les dades a Wikidata |
|        | Mas del Boix                | Xerta    | masia        |         | 40° 56′ 25″ N, 0° 28′ 21″ E / 40.9401761079777°N,0.472625668505054°E |           |                     | Modifica les dades a Wikidata |
|        | Mas del Galatxo             | Xerta    | masia        |         | 40° 54′ 37″ N, 0° 30′ 13″ E / 40.9102662033295°N,0.503744110735564°E |           |                     | Modifica les dades a Wikidata |
|        | Mas del Gall                | Xerta    | masia        |         | 40° 52′ 44″ N, 0° 27′ 10″ E / 40.8788350128639°N,0.452865417037468°E |           |                     | Modifica les dades a Wikidata |
|        | Mas del Loterio             | Xerta    | masia        |         | 40° 54′ 23″ N, 0° 29′ 51″ E / 40.9063630536835°N,0.497373268368214°E |           |                     | Modifica les dades a Wikidata |
|        | Mas del Masover             | Xerta    | masia        |         | 40° 55′ 16″ N, 0° 27′ 14″ E / 40.9210981305225°N,0.453759967014289°E |           |                     | Modifica les dades a Wikidata |
|        | Mas del Molí de la Pe       | Xerta    | masia        |         | 40° 55′ 07″ N, 0° 29′ 03″ E / 40.9185029344374°N,0.484055478911233°E |           |                     | Modifica les dades a Wikidata |
|        | Mas del Ros de Manou        | Xerta    | masia        |         | 40° 53′ 25″ N, 0° 27′ 49″ E / 40.8901409843417°N,0.463576621230172°E |           |                     | Modifica les dades a Wikidata |
|        | Punta Alta                  | Xerta    | masia        |         | 40° 54′ 33″ N, 0° 28′ 02″ E / 40.9091627930461°N,0.467206598259796°E |           |                     | Modifica les dades a Wikidata |
|        | Torre Conxa                 | Xerta    | masia        |         | 40° 54′ 05″ N, 0° 28′ 37″ E / 40.9013980616823°N,0.47703546828923°E  |           |                     | Modifica les dades a Wikidata |

## molí d'aigua
| imatge | Nom          | Ubicat a | instància de | Detalls                        | coordenades                                                                  | Protecció                   | Commons (més fotos)  | Dades a WD                    |
| ------ | ------------ | -------- | ------------ | ------------------------------ | ---------------------------------------------------------------------------- | --------------------------- | -------------------- | ----------------------------- |
|        | Molí de Baix | Xerta    | molí d'aigua | Estil: arquitectura modernista | 40° 54′ 45″ N, 0° 29′ 22″ E / 40.91239°N,0.48938°E                           | bé cultural d'interès local |                      | Modifica les dades a Wikidata |
|        | Molí del Mig | Xerta    | molí d'aigua | Estil: arquitectura popular    | 40° 54′ 46″ N, 0° 29′ 20″ E / 40.912639°N,0.488895°E                         | bé cultural d'interès local |                      | Modifica les dades a Wikidata |
|        | molí de Dalt | Xerta    | molí d'aigua | Estil: arquitectura popular    | 40° 54′ 53″ N, 0° 29′ 23″ E / 40.914825°N,0.489659°E ca:Camí al Molí de Dalt | bé cultural d'interès local | Molí de Dalt (Xerta) | Modifica les dades a Wikidata |

## muntanya
| imatge | Nom                         | Ubicat a               | instància de | Detalls | coordenades                                                         | Protecció | Commons (més fotos) | Dades a WD                    |
| ------ | --------------------------- | ---------------------- | ------------ | ------- | ------------------------------------------------------------------- | --------- | ------------------- | ----------------------------- |
|        | Roca Roja                   | Xerta                  | muntanya     |         | 40° 54′ 24″ N, 0° 26′ 50″ E / 40.90652778°N,0.44727778°E 364.8 msnm |           |                     | Modifica les dades a Wikidata |
|        | Tossa del Pedregal Negre    | Xerta                  | muntanya     |         | 40° 52′ 21″ N, 0° 25′ 56″ E / 40.87247222°N,0.43211111°E 279.5 msnm |           |                     | Modifica les dades a Wikidata |
|        | Tosses de Vences            | Xerta                  | muntanya     |         | 40° 53′ 49″ N, 0° 26′ 45″ E / 40.89702778°N,0.44572222°E 321.8 msnm |           |                     | Modifica les dades a Wikidata |
|        | Tosses del Coll d'en Fuster | Xerta Alfara de Carles | muntanya     |         | 40° 53′ 10″ N, 0° 26′ 00″ E / 40.88608333°N,0.43330556°E 351.5 msnm |           |                     | Modifica les dades a Wikidata |
|        | la Tossa                    | Xerta Alfara de Carles | muntanya     |         | 40° 52′ 11″ N, 0° 24′ 55″ E / 40.86977778°N,0.41530556°E 552.8 msnm |           |                     | Modifica les dades a Wikidata |

## pedrera
| imatge | Nom                | Ubicat a | instància de | Detalls | coordenades                                                          | Protecció | Commons (més fotos) | Dades a WD                    |
| ------ | ------------------ | -------- | ------------ | ------- | -------------------------------------------------------------------- | --------- | ------------------- | ----------------------------- |
|        | Pedrera d'Ullots   | Xerta    | pedrera      |         | 40° 56′ 24″ N, 0° 27′ 49″ E / 40.9400951826699°N,0.463613366663187°E |           |                     | Modifica les dades a Wikidata |
|        | Pedrera de l'Assut | Xerta    | pedrera      |         | 40° 55′ 31″ N, 0° 29′ 19″ E / 40.9252829181969°N,0.488488958893555°E |           |                     | Modifica les dades a Wikidata |

## pont
| imatge | Nom                           | Ubicat a | instància de                             | Detalls                    | coordenades                                                                                   | Protecció | Commons (més fotos) | Dades a WD                    |
| ------ | ----------------------------- | -------- | ---------------------------------------- | -------------------------- | --------------------------------------------------------------------------------------------- | --------- | ------------------- | ----------------------------- |
|        | Aqüeducte dels Arquets        | Xerta    | pont aqüeducte estructura arquitectònica | Estil: arquitectura gòtica | 40° 54′ 28″ N, 0° 28′ 42″ E / 40.907752990722656°N,0.47836700081825256°E ca:Camí dels Arquets |           |                     | Modifica les dades a Wikidata |
|        | Pont de l'Arram               | Xerta    | pont                                     |                            | 40° 55′ 49″ N, 0° 28′ 55″ E / 40.9302461552029°N,0.481899621829574°E                          |           |                     | Modifica les dades a Wikidata |
|        | Pont de l'Enclusa             | Xerta    | pont                                     |                            | 40° 55′ 10″ N, 0° 29′ 39″ E / 40.9193246029364°N,0.494069946275258°E                          |           |                     | Modifica les dades a Wikidata |
|        | Pont de l'Era                 | Xerta    | pont                                     |                            | 40° 54′ 15″ N, 0° 29′ 33″ E / 40.904254756042°N,0.492371756817225°E                           |           |                     | Modifica les dades a Wikidata |
|        | Pont de la Casilla del Canal  | Xerta    | pont                                     |                            | 40° 54′ 20″ N, 0° 29′ 43″ E / 40.9056581406234°N,0.495191697185156°E                          |           |                     | Modifica les dades a Wikidata |
|        | Pont de la Vall de Segarra    | Xerta    | pont                                     |                            | 40° 54′ 06″ N, 0° 27′ 31″ E / 40.901696112052°N,0.458623939316855°E                           |           |                     | Modifica les dades a Wikidata |
|        | Pont de les Coves de Someres  | Xerta    | pont                                     |                            | 40° 53′ 03″ N, 0° 27′ 07″ E / 40.8842441530344°N,0.451862752911743°E                          |           |                     | Modifica les dades a Wikidata |
|        | Pont de les Parellades        | Xerta    | pont                                     |                            | 40° 54′ 31″ N, 0° 29′ 52″ E / 40.9086508142934°N,0.497785600944818°E                          |           |                     | Modifica les dades a Wikidata |
|        | Pont de les Portes de Tifoi   | Xerta    | pont                                     |                            | 40° 54′ 45″ N, 0° 29′ 57″ E / 40.9125559930143°N,0.499264893787976°E                          |           |                     | Modifica les dades a Wikidata |
|        | Pont del Barranc de les Fonts | Xerta    | pont                                     |                            | 40° 55′ 50″ N, 0° 29′ 06″ E / 40.9304675601118°N,0.485026547148254°E                          |           |                     | Modifica les dades a Wikidata |
|        | Pont del Camí Vell            | Xerta    | pont                                     |                            | 40° 52′ 41″ N, 0° 27′ 03″ E / 40.8781033450077°N,0.450733715509586°E                          |           |                     | Modifica les dades a Wikidata |

## Misc
| imatge | Nom                                       | Ubicat a                                    | instància de                                     | Detalls                                                        | coordenades                                                                                         | Protecció                                            | Commons (més fotos)                   | Dades a WD                    |
| ------ | ----------------------------------------- | ------------------------------------------- | ------------------------------------------------ | -------------------------------------------------------------- | --------------------------------------------------------------------------------------------------- | ---------------------------------------------------- | ------------------------------------- | ----------------------------- |
|        | Aqüeducte dels Arquets                    | Xerta                                       | aqüeducte                                        | Estil: arquitectura popular                                    | | bé cultural d'interès local                          |                                       | Modifica les dades a Wikidata |
|        | Casa de la Vila de Xerta                  | Xerta                                       | casa consistorial                                | Arquitecte: Ramon Salas i Ricomà Estil: arquitectura eclèctica | 40° 54′ 24″ N, 0° 29′ 26″ E / 40.9067°N,0.490581°E ca:Plaça Major, 13                               | bé cultural d'interès local                          | Casa de la Vila de Xerta              | Modifica les dades a Wikidata |
|        | Castell de Xerta                          | Xerta                                       | castell                                          |                                                                | 40° 54′ 47″ N, 0° 29′ 27″ E / 40.913161°N,0.490737°E 65 msnm                                        | bé d'interès cultural bé cultural d'interès nacional |                                       | Modifica les dades a Wikidata |
|        | Ebre                                      | Cantàbria País Basc Navarra Aragó Catalunya | riu                                              | Desemboca: mar Mediterrània Llarg: 910km Conca: 86800km²       | 43° 02′ 15″ N, 4° 22′ 12″ O / 43.0375°N,4.37°O 40° 43′ 43″ N, 0° 52′ 09″ E / 40.728527°N,0.869293°E |                                                      | Ebro River                            | Modifica les dades a Wikidata |
|        | Molí de l'Assut                           | Xerta                                       | molí hidràulic fariner estructura arquitectònica |                                                                | 40° 55′ 30″ N, 0° 29′ 23″ E / 40.92489242553711°N,0.48973599076271057°E ca:Assut de Xerta           |                                                      |                                       | Modifica les dades a Wikidata |
|        | Nucli antic de Xerta                      | Xerta                                       | centre històric                                  |                                                                | 40° 54′ 23″ N, 0° 29′ 26″ E / 40.90634°N,0.49049°E                                                  | bé cultural d'interès local                          | Nucli antic de Xerta                  | Modifica les dades a Wikidata |
|        | Porta del Pilar                           | Xerta                                       | portal                                           |                                                                | 40° 54′ 26″ N, 0° 29′ 40″ E / 40.9072451426393°N,0.494443193538785°E ca:Final del carrer Major      |                                                      |                                       | Modifica les dades a Wikidata |
|        | Tram urbà del canal de la dreta de l'Ebre | Xerta                                       | canal                                            |                                                                | | bé cultural d'interès local                          |                                       | Modifica les dades a Wikidata |
|        | Xerta                                     | Xerta                                       | entitat singular de població capital municipal   | 1153 hab                                                       | 40° 54′ 30″ N, 0° 29′ 26″ E / 40.90831714°N,0.49044263°E 14 msnm                                    |                                                      |                                       | Modifica les dades a Wikidata |
|        | antiga estació del ferrocarril            | Xerta                                       | estació de ferrocarril                           | Estil: noucentisme arquitectura popular 1930                   | 40° 54′ 34″ N, 0° 29′ 20″ E / 40.90951°N,0.48893°E ca:Av. de l'Estació, 10 19 msnm                  | bé cultural d'interès local                          | Cherta train station                  | Modifica les dades a Wikidata |
|        | canal de la Dreta de l'Ebre               | Amposta Baix Ebre Montsià                   | canal de reg                                     | Estil: arquitectura popular Desemboca: mar Mediterrània        | 40° 47′ 56″ N, 0° 29′ 48″ E / 40.799024°N,0.496786°E                                                | bé integrant del patrimoni cultural català           | Canal de la dreta de l'Ebre (Amposta) | Modifica les dades a Wikidata |
|        | l'Almúnia                                 | Xerta                                       | explotació agrària                               |                                                                | |                                                      |                                       | Modifica les dades a Wikidata |
|        | limnígraf de Xerta                        | Xerta                                       | estació d'aforament                              | Estil: arquitectura popular                                    | 40° 54′ 23″ N, 0° 29′ 26″ E / 40.9063°N,0.490692°E ca:Pl. Major, 1                                  | bé cultural d'interès local                          | Limnígraf de Xerta                    | Modifica les dades a Wikidata |